# FK Ørn-Horten
Der Fotballklubben Ørn-Horten, abgekürzt auch als FK Ørn-Horten und zu seinen besseren Zeiten nur als Ørn Fotballklubb bezeichnet, ist ein norwegischer Fußballverein aus Horten.

## Geschichte
Gemäß dem Bericht in der norwegischen Wikipedia wurde der Vereinsname (Ørn = Adler) gewählt, weil man bei Gründung noch unschlüssig war und dann auf einen Steinadler aufmerksam wurde, der zu diesem Zeitpunkt in unmittelbarer Nähe seine Flugrunden drehte. 
Die Fußballmannschaft erlebte ihre Blütezeit in den 1920er-Jahren, als der Verein zwischen 1920 und 1930 insgesamt viermal den norwegischen Fußballpokalwettbewerb gewann. Weitere vier Male erreichte die Mannschaft die Finalspiele in den Jahren 1916, 1926, 1929 und 1932. Sie war damit im Zeitraum zwischen 1916 und 1932 mit insgesamt 8 Finalteilnahmen die erfolgreichste Pokalmannschaft im norwegischen Fußball und so dürfte es kaum verwundern, dass in dieser Zeit auch einer Vielzahl von Spielern der Sprung in die norwegische Fußballnationalmannschaft gelang: Gunnar Dahl, Knut Ellingsrud, Gudmund Fredriksen, Sverre Fredriksen, Reidar Høilund, Egil Jacobsen, Alf Nilsen, Michael Paulsen, Ingar Pedersen, Harald Strøm und Oscar Thorstensen.
Der Verein war letztmals in der Saison 1961/62 in der höchsten Spielklasse Norwegens vertreten und spielte die nächsten Jahrzehnte stets in der zweit- oder dritthöchsten Spielklasse. Zum bisher letzten Mal in der zweithöchsten Spielklasse vertreten war Ørn-Horten, wie der Verein zu dieser Zeit bereits hieß, in der Saison 2003. Zur Saison 2007 stürzte der Verein erstmals in die vierte Spielklasse ab, in der die Mannschaft auch zuletzt (2021) spielte.

## Erfolge der Fußballmannschaft
- Pokalsieger
  - 1920, 1927, 1928, 1930
- Pokalfinalist
  - 1916, 1926, 1929, 1932